# Leksykon

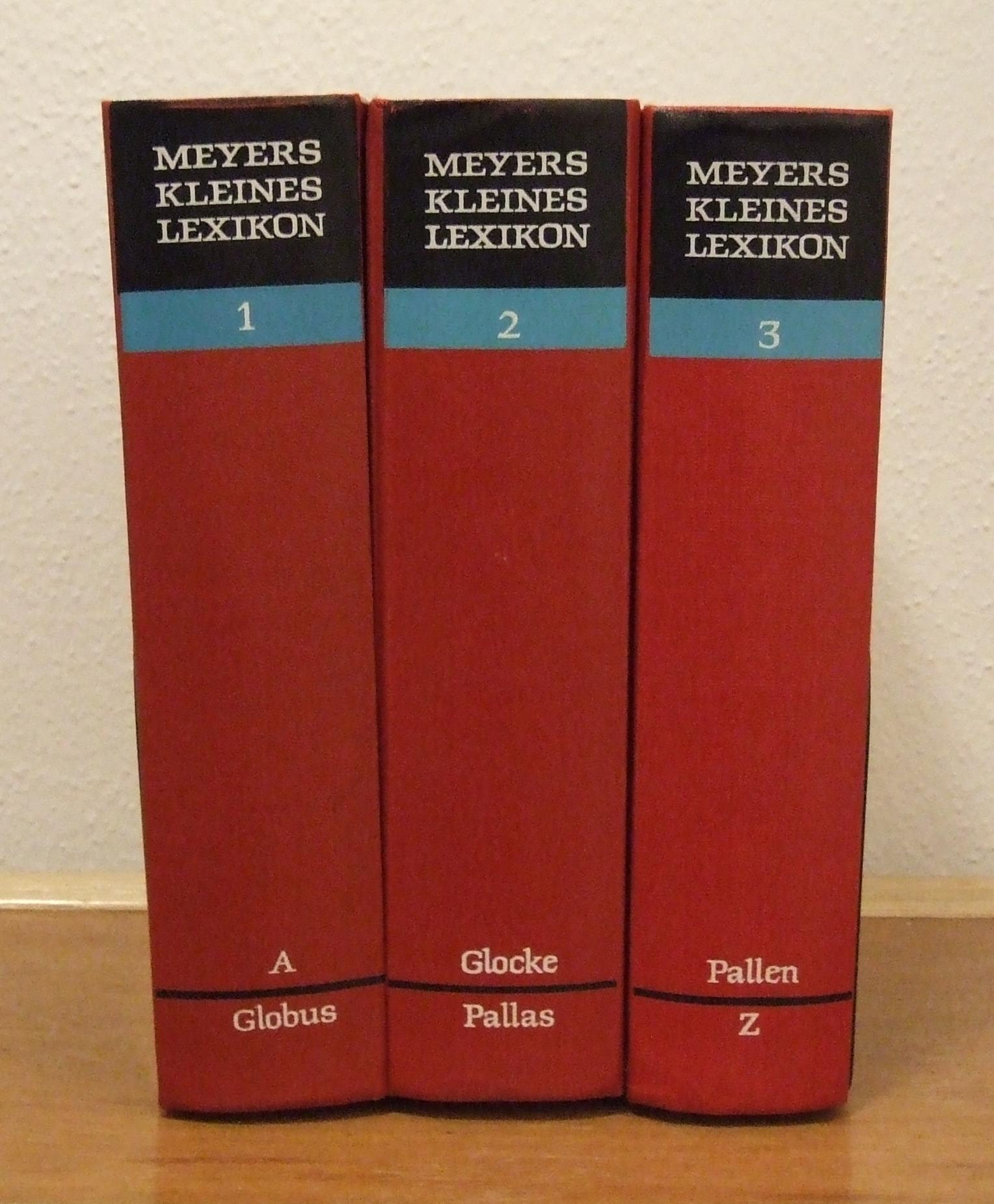
Leksykon

Leksykon (z niem. Lexikon, z fr. lexikon, z stgr. λεξικόν lexikón, od λεξικὸν βιβλίον lexikón biblíon ‘słownik’) – uporządkowany zbiór wiedzy ujęty w formie haseł wraz z ich podstawowymi opisami, lub też zawierający wiedzę encyklopedyczną w formie skondensowanej. Jest formą pośrednią pomiędzy słownikiem opisującym hasła czysto definicyjnie, a encyklopedią, zawierającą artykuły bogato opisujące przedstawiane tematy.
Leksykon może być specjalistyczny, opisując wybraną tematykę wiedzy, lub też dotyczyć tematyki uniwersalnej. Czasami leksykonem nazywa się również typową encyklopedię, o ile dotyczy ona wąsko określonej tematyki.